# Майер, Гюнтер
Гю́нтер Ма́йер (нем. Günther Meier; 26 июля 1941, Нюрнберг — 23 ноября 2020) — немецкий боксёр средних весовых категорий, выступал за сборную ФРГ в конце 1960-х — начале 1970-х годов. Бронзовый призёр летних Олимпийских игр в Мехико, чемпион Европы, участник многих международных турниров и национальных первенств. Также известен как тренер по боксу.

## Биография
Гюнтер Майер родился 26 июля 1941 года в Нюрнберге. Активно заниматься боксом начал в раннем детстве, в возрасте восемнадцати лет стал чемпионом ФРГ среди юниоров. Затем пошёл служить в армию, где продолжал тренироваться и участвовать в соревнованиях, в частности, в 1962 и 1963 годах был победителем чемпионата Баварии, а в 1965-м впервые одержал победу в среднем весе на первенстве Германии (впоследствии повторил это достижение ещё четыре раза). Благодаря череде удачных выступлений удостоился права защищать честь страны на летних Олимпийских играх 1968 года в Мехико — сумел дойти здесь до стадии полуфиналов, после чего со счётом 1:4 проиграл советскому боксёру Борису Лагутину, действующему олимпийскому чемпиону.
Получив бронзовую олимпийскую медаль, Майер продолжил выходить на ринг в составе национальной сборной, принимая участие во всех крупнейших международных турнирах. Так, на чемпионате Европы 1969 года в Бухаресте он победил всех своих соперников, в том числе Владимира Мусалимова и Виктора Зильбермана в полуфинале и финале соответственно. Позже преодолел квалификацию на Олимпийские игры 1972 года в Мюнхен, где, тем не менее, смог дойти только до стадии четвертьфиналов, уступив со счётом 2:3 кубинцу Эмилио Корреа, будущему олимпийскому чемпиону и чемпиону мира. Вскоре после этих соревнований Гюнтер Майер принял решение завершить карьеру спортсмена, уступив место в сборной молодым немецким боксёрам. После завершения спортивной карьеры довольно долгое время работал тренером по боксу, подготовил многих талантливых бойцов.